# Stanisław Rydlewski

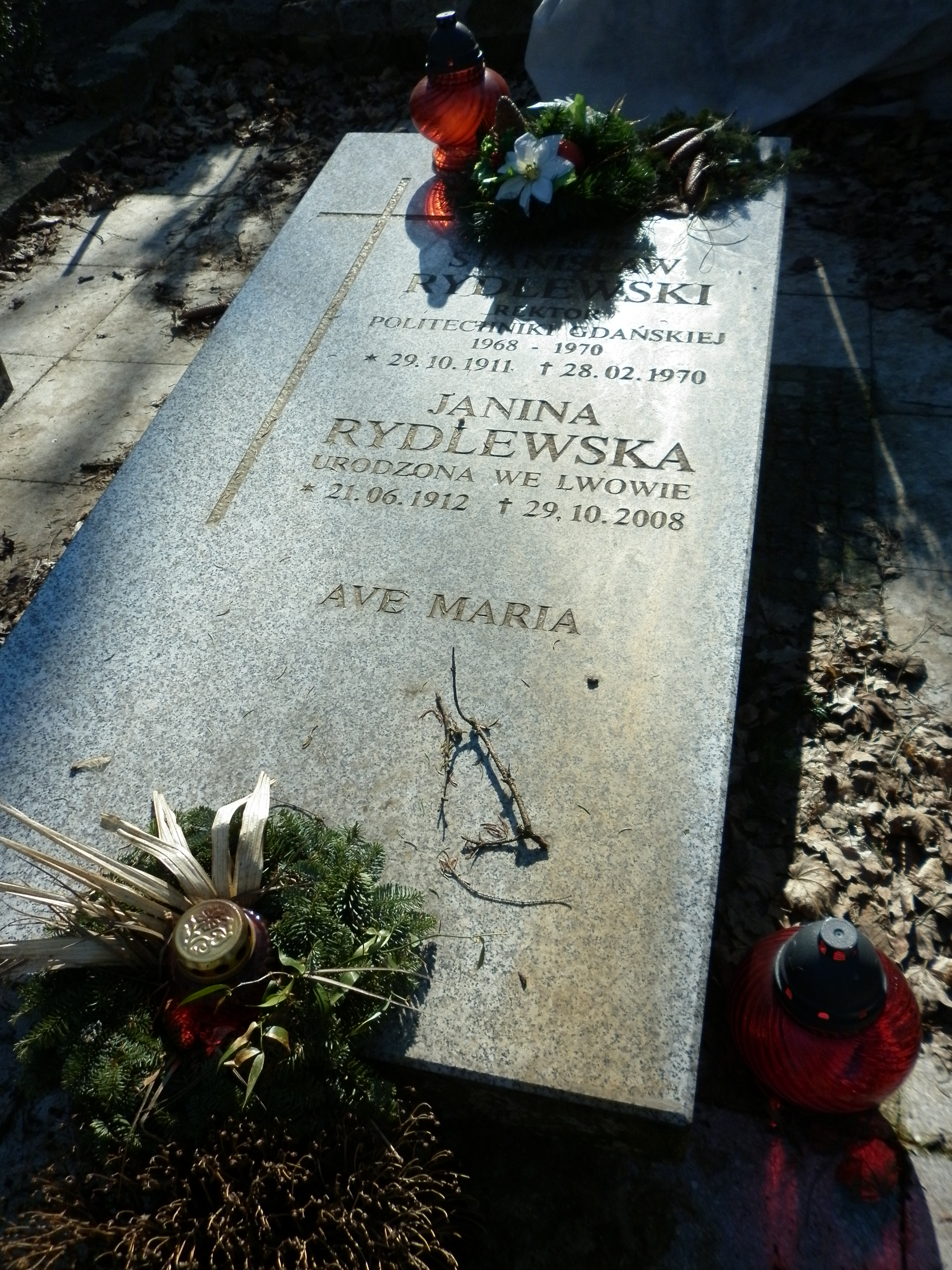
Grób Stanisława Rydlewskiego na gdańskim Cmentarzu Srebrzysko

Stanisław Rydlewski (ur. 29 października 1911 w Rogowie, w powiecie pińczowskim, zm. 28 lutego 1970 w Gdańsku) – polski inżynier, wykładowca, rektor Politechniki Gdańskiej (1968–1970), autor licznych prac naukowych i publikacji.

## Życiorys
Po ukończeniu II Gimnazjum w Tarnowie (1930) rozpoczął studia na Wydziale Inżynierii Lądowej i Wodnej Politechniki Lwowskiej. W 1934-35 służył w Dywizyjnym Kursie Podchorążych Rezerwy Piechoty we Lwowie.
Od 1938 pracował w Urzędzie Wojewódzkim we Lwowie jako zastępca kierownika budowy drogi państwowej nr 9.
W 1939 został zmobilizowany do pułku piechoty jako podporucznik rezerwy, brał udział w obronie Warszawy. Po wzięciu do niewoli przebywał kolejno w oflagach: XB, XVIIIC i IIC w Woldenbergu (dzisiejsze Dobiegniewo). W oflagu prowadził wykłady dla techników i studentów politechniki, a także uczestniczył w pracy Studium Dokształcania Politechnicznego.
Po wyjściu z niewoli (1945) przybył do Łodzi i pracował w Zarządzie Miejskim, a później – do 1.06.1946 – kierował Biurem Odbudowy Portów w Gdyni.
Od 1 listopada 1945 pracował również na Politechnice Gdańskiej, na Wydziale Inżynierii Lądowej i Wodnej oraz Wydziale Architektury. Prowadził wykłady ze statyki budowli oraz drewnianych konstrukcji i mostów. Od 1 września 1948 pełnił funkcje kierownika Katedry Budownictwa Drewnianego i zastępcy dziekana Wydziału Inżynierii Lądowej i Wodnej.
10 lutego 1949 obronił pracę doktorską pt. Drgania własne układów kratowych o węzłach sztywnych. Od semestru letniego 1951-52 kierował także Katedrą Statyki i Konstrukcji Budowlanych (Wydz. Architektury).
12 listopada 1953 powołany został na rzeczoznawcę CKK.
W roku akademickim 1950-1951 pełnił funkcję dziekana Wydziału Budownictwa Wieczorowej Szkoły Inżynierskiej, następnie – do 15 września 1954 – był jej rektorem. W latach 1953–1956 był również przewodniczącym Zespołu Wieczorowych Szkół Inżynierskich.
W latach 1954-1958 pełnił funkcję prorektora ds. nauczania PG, 29 czerwca 1955 nominowany został na profesora nadzwyczajnego. W latach 1968–1970 był rektorem Politechniki Gdańskiej.
Pełnił wiele funkcji w organizacjach naukowych, społecznych i politycznych.
Autor licznych prac naukowych, artykułów, 10 publikacji, 225 orzeczeń technicznych. Projektant/współprojektant wielu konstrukcji – m.in. chłodni w Gdyni, Świnoujściu i Białymstoku, magazynów w Gdyni i Nowym Porcie, mostu drogowego w Czarnej Wodzie.
Został pochowany w Alei Zasłużonych na cmentarzu Srebrzysko w Gdańsku (rejon II).

## Nagrody i odznaczenia
- Srebrny Krzyż Orderu Virtuti Militari (przyznany 29.09.1939, otrzymany w 1966),
- Krzyż Kawalerski (1954), Oficerski (1960) i Komandorski Orderu Odrodzenia Polski (1966),
- tytuł „Zasłużony Nauczyciel PRL” (1968),
- Nagroda Ministra Szkolnictwa Wyższego I stopnia (1964 i 1967).